# Прогрес
Вижте пояснителната страница за други значения на Прогрес.
Прогресът е концепция за общото развитие на историята, според която светът се подобрява с времето от гледна точка на наука, техника, свобода, демокрация, качество на живот и други. Макар че най-често прогресът се свързва с представата за постоянно линейно подобрение, съществуват и други варианти на възгледа, като този за диалектическия спираловиден прогрес, привърженици на който са автори като Георг Вилхелм Фридрих Хегел и Карл Маркс.

## Други
На прогреса е наречена улица „Напредък“ в квартал „Бенковски“ в София (Карта).